# Natação nos Jogos Olímpicos de Verão de 2008 - 100 m peito masculino
A competição dos 100 metros peito masculino nos Jogos Olímpicos de Verão de 2008 acontecem nos dias 9, 10 e 11 de agosto no Centro Aquático Nacional de Pequim.

## Horário
Horário de Pequim (UTC+8)
| Data                                | Hora        | Etapa           |
| ----------------------------------- | ----------- | --------------- |
| Sábado, 9 de agosto de 2008         | 20:20-20:50 | Classificatória |
| Domingo, 10 de agosto de 2008       | 11:00-11:10 | Semifinais      |
| Segunda-feira, 11 de agosto de 2008 | 10:30       | Final           |

## Medalhistas
| Ouro   | JPN Kosuke Kitajima    |
| Prata  | NOR Alexander Dale Oen |
| Bronze | FRA Hugues Duboscq     |

## Recordes
Antes desta competição, os recordes mundiais e olímpicos da prova eram os seguintes:
| Tipo | Atleta             | Tempo   | Local  | Data                 |
| ---- | ------------------ | ------- | ------ | -------------------- |
|      | USA Brendan Hansen | 59.13   | Irvine | 2 de agosto de 2006  |
|      | USA Brendan Hansen | 1:00.01 | Atenas | 14 de agosto de 2004 |

## Eliminatórias
| #   | Eliminatória | Pista | Nadador                       | Tempo   | Notas |
| --- | ------------ | ----- | ----------------------------- | ------- | ----- |
| 1   | 7            | 4     | NOR Alexander Dale Oen        | 59.41   | OR    |
| 2   | 8            | 4     | JPN Kosuke Kitajima           | 59.52   |       |
| 3   | 9            | 5     | FRA Hugues Duboscq            | 59.67   |       |
| 4   | 7            | 5     | AUS Brenton Rickard           | 59.89   | OC    |
| 5   | 7            | 7     | RSA Cameron van der Burgh     | 59.96   | AF    |
| 6   | 9            | 7     | LTU Giedrius Titenis          | 1:00.11 |       |
| 7   | 9            | 3     | RUS Roman Sloudnov            | 1:00.20 |       |
| 8   | 8            | 2     | UKR Igor Borysik              | 1:00.31 |       |
| 9   | 6            | 3     | SLO Damir Dugonjič            | 1:00.35 |       |
| 10  | 7            | 3     | AUS Christian Sprenger        | 1:00.36 |       |
| 11  | 9            | 4     | USA Brendan Hansen            | 1:00.65 |       |
| 12  | 7            | 6     | UKR Oleg Lisogor              | 1:00.65 |       |
| 13  | 9            | 2     | JPN Yuta Suenaga              | 1:00.67 |       |
| 14  | 8            | 7     | BUL Mihail Aleksandrov        | 1:00.69 |       |
| 15  | 8            | 5     | GBR Christopher Cook          | 1:00.70 |       |
| 16  | 8            | 3     | USA Mark Gangloff             | 1:00.71 |       |
| 17  | 6            | 5     | KAZ Vladislav Polyakov        | 1:00.80 |       |
| 18  | 4            | 4     | AUT Istvan Hunor Mate         | 1:00.93 |       |
| 19  | 8            | 8     | HUN Richard Bodor             | 1:00.97 |       |
| 20  | 5            | 5     | CAN Mike Andrew Brown         | 1:00.98 |       |
| 20  | 8            | 6     | NZL Glenn Snyders             | 1:00.98 |       |
| 22  | 7            | 1     | BRA Felipe França             | 1:01.04 |       |
| 23  | 7            | 2     | BRA Henrique Barbosa          | 1:01.11 |       |
| 24  | 6            | 7     | SLO Matjaz Markic             | 1:01.31 |       |
| 24  | 7            | 8     | HUN Dániel Gyurta             | 1:01.31 |       |
| 26  | 9            | 8     | NED Thijs van Valkengoed      | 1:01.32 |       |
| 27  | 9            | 1     | GBR Kristopher Gilchrist      | 1:01.34 |       |
| 28  | 6            | 1     | CAN Mathieu Bois              | 1:01.45 |       |
| 29  | 6            | 6     | CZE Jiri Jedlicka             | 1:01.56 |       |
| 30  | 5            | 2     | IRL Andrew Bree               | 1:01.76 |       |
| 31  | 5            | 1     | ROU Valentin Preda            | 1:01.77 |       |
| 31  | 5            | 3     | SWE Jonas Andersson           | 1:01.77 |       |
| 33  | 3            | 1     | PUR Daniel Velez              | 1:01.80 |       |
| 34  | 8            | 1     | RUS Dmitry Komornikov         | 1:01.82 |       |
| 35  | 5            | 4     | KAZ Yevgeniy Ryzhkov          | 1:01.83 |       |
| 35  | 6            | 4     | ESP Borja Iradier             | 1:01.83 |       |
| 37  | 6            | 2     | ESP Melguiades Alvarez        | 1:01.89 |       |
| 38  | 3            | 2     | IND Sandeep Sejwal            | 1:02.19 |       |
| 39  | 4            | 5     | TUR Demir Atasoy              | 1:02.25 |       |
| 40  | 4            | 2     | SRB Caba Siladji              | 1:02.31 |       |
| 41  | 3            | 3     | PAR Genaro Prono              | 1:02.32 |       |
| 42  | 4            | 7     | ISR Tom Be'eri                | 1:02.42 |       |
| 42  | 5            | 6     | CRO Vanja Rogulj              | 1:02.42 |       |
| 44  | 5            | 7     | ALG Sofiane Daid              | 1:02.45 |       |
| 45  | 4            | 6     | EST Martti Aljand             | 1:02.46 | NR    |
| 46  | 4            | 8     | CHN Xue Ruipeng               | 1:02.48 |       |
| 47  | 4            | 3     | ISL Jakob Jóhann Sveinsson    | 1:02.50 |       |
| 48  | 3            | 6     | SEN Malick Fall               | 1:02.51 |       |
| 49  | 5            | 8     | BLR Viktar Vabishchevich      | 1:03.29 |       |
| 50  | 9            | 6     | GRE Romanos Iasonas Alyfantis | 1:03.39 |       |
| 51  | 3            | 5     | LUX Alwin de Prins            | 1:03.64 |       |
| 52  | 3            | 4     | ARG Sergio Andres Ferreyra    | 1:03.65 |       |
| 53  | 2            | 3     | PAN Edgar Roberto Crespo      | 1:03.72 |       |
| 54  | 2            | 4     | MDA Sergiu Postica            | 1:03.83 |       |
| 55  | 3            | 8     | BAR Andrei Cross              | 1:04.57 |       |
| 56  | 3            | 7     | UZB Ivan Demyanenko           | 1:05.14 |       |
| 57  | 2            | 6     | LIB Wael Koubrousli           | 1:06.22 |       |
| 58  | 2            | 5     | VIE Huu Viet Nguyen           | 1:06.36 |       |
| 59  | 2            | 2     | MAD Erik Rajohnson            | 1:08.42 |       |
| 60  | 2            | 7     | MNG Butekhuils Boldbaatar     | 1:10.80 |       |
| 61  | 1            | 4     | QAT Osama Mohammed Ye Alarag  | 1:10.83 |       |
| 62  | 1            | 5     | OMA Mohammed Al-Habsi         | 1:12.28 |       |
| 63  | 1            | 3     | COK Petero Okotai             | 1:20.20 |       |
| DNS | 4            | 1     | IRI Mohammad Alirezaei        | DNS     |       |
| DSQ | 6            | 8     | ITA Alessandro Terrin         | DSQ     |       |

## Semifinais
| Rank | Semifinal | Lane | Swimmer                   | Time    | Notes |
| ---- | --------- | ---- | ------------------------- | ------- | ----- |
| 1    | 2         | 4    | NOR Alexander Dale Oen    | 59.16   | OR    |
| 2    | 1         | 4    | JPN Kosuke Kitajima       | 59.55   |       |
| 3    | 1         | 5    | AUS Brenton Rickard       | 59.65   | OC    |
| 4    | 2         | 5    | FRA Hugues Duboscq        | 59.83   |       |
| 5    | 2         | 7    | USA Brendan Hansen        | 59.94   |       |
| 6    | 2         | 6    | RUS Roman Sloudnov        | 1:00.10 |       |
| 7    | 1         | 8    | USA Mark Gangloff         | 1:00.44 |       |
| 8    | 1         | 6    | UKR Igor Borysik          | 1:00.55 |       |
| 9    | 1         | 7    | UKR Oleg Lisogor          | 1:00.56 |       |
| 10   | 2         | 3    | RSA Cameron van der Burgh | 1:00.57 |       |
| 11   | 1         | 1    | BUL Mihail Aleksandrov    | 1:00.61 |       |
| 12   | 1         | 3    | LTU Giedrius Titenis      | 1:00.66 |       |
| 13   | 2         | 1    | JPN Yuta Suenaga          | 1:00.67 |       |
| 14   | 1         | 2    | AUS Christian Sprenger    | 1:00.76 |       |
| 15   | 2         | 8    | GBR Christopher Cook      | 1:00.81 |       |
| 16   | 2         | 2    | SLO Damir Dugonjič        | 1:00.92 |       |

## Final
Esses são os resultados da final:
| #                 | Pista | Nadador                | Tempo   | Notas |
| ----------------- | ----- | ---------------------- | ------- | ----- |
| Medalha de ouro   | 5     | JPN Kosuke Kitajima    | 58.91   | WR    |
| Medalha de prata  | 4     | NOR Alexander Dale Oen | 59.20   |       |
| Medalha de bronze | 6     | FRA Hugues Duboscq     | 59.37   |       |
| 4                 | 2     | USA Brendan Hansen     | 59.57   |       |
| 5                 | 3     | AUS Brenton Rickard    | 59.74   |       |
| 6                 | 7     | RUS Roman Sloudnov     | 59.87   |       |
| 7                 | 8     | UKR Igor Borysik       | 1:00.20 |       |
| 8                 | 1     | USA Mark Gangloff      | 1:00.24 |       |

Legenda
| Recorde mundial      | Recorde mundial (World record)               |                       | Recorde africano                      | Recorde africano (African) |                                           | Q | Classificado por posição (Qualified) |
| Recorde olímpico     | Recorde olímpico (Olympic record)            | Recorde da América    | Recorde da América (Americas)         | q                          | Classificado por melhor tempo (Qualified) |   |                                      |
| Melhor marca do ano  | Melhor marca do ano (World leading)          | Recorde asiático      | Recorde asiático (Asian)              | DNS                        | Não largou (Did not start)                |   |                                      |
| Recorde nacional     | Recorde nacional (National record)           | Recorde europeu       | Recorde europeu (European)            | DNF                        | Não terminou (Did not finish)             |   |                                      |
| Recorde pessoal      | Recorde pessoal do atleta (Personal best)    | Recorde da Oceania    | Recorde da Oceania (Oceania)          | DSQ / DQ                   | Desclassificado (Disqualified)            |   |                                      |
| Recorde da temporada | Recorde da temporada do atleta (Season best) | Recorde sul-americano | Recorde sul-americano (South America) | NM                         | Sem marca (No mark)                       |   |                                      |